# 天津大港奥林匹克博物馆
天津大港奥林匹克博物馆，简称天津奥博、大港奥博，成立于2009年8月27日，位于中华人民共和国天津市滨海新区古林街道官港湖，是国际奥林匹克委员会批准的奥林匹克专题博物馆，是一家独立的国际化非盈利性公益机构，是国际奥林匹克博物馆协作会成员。
天津大港奥林匹克博物馆由国际奥委会委员、国际拳击联合会主席吴经国筹划、创建并任馆长，馆藏展品包括现代奥林匹克运动发起人顾拜旦手稿，以及历届奥运会火炬、海报、徽章等，同时瑞士洛桑奥林匹克博物馆提供部分藏品进行展出。